# Eucharis acuminata
Eucharis acuminata is een vliesvleugelig insect uit de familie Eucharitidae. De wetenschappelijke naam is voor het eerst geldig gepubliceerd in 1924 door Ruschka.